# 舞廳 (1999年電影)
《舞廳》是一部香港動作电影，1999年上映。这部电影由羅舜泉担任导演。

## 剧情
麗華為一個媽媽生，她雖只有二十九歲，但已有一個十六歲的私生子家豪， 母子二人感情非但疏離，甚至是惡劣。但自從少女阿玲的出現，和家豪相戀，母子關係才好一點。
一次，雜差文哥及黑幫大哥花膠哥為爭奪阿玲而大動肝火，玲被中刀種傷，性命危在旦夕，結果就是因為這事，家豪和麗華母子關係又再變坏。
麗華在舞廳裏做了媽媽生較久，有私生子的她卻和張經理張日久生情。一天，黑社會成員花膠欲拉攏家豪，麗華為了不讓家豪變坏，打算親自領回兒子...

## 演員表

### 主要角色
| 演員   | 角色   | 粵語配音 | 備註 |
| 任達華 | 張經理 | 任達華   | 舞廳經理 與麗華在舞廳日久生情 花膠哥之天敵 和家豪不和，后期和好 最后和家豪合力殺死花膠哥手下后和其一起對付花膠哥                                 |
| 黃卓玲 | 麗華   | 陸惠玲   | 舞廳媽媽生 29歲 與張經理在舞廳日久生情 唐琪之好友 花膠哥之天敵 家豪之母，與其不和，后期和好 最后被花膠哥斬傷，在早上和張經理看日落時在其懷裏過世 |
| 陳芷菁 | 唐琪   |          | 舞廳媽媽生 麗華之好友 后期因患有愛滋病而自殺身亡                                                                                                 |
| 鄒兆龍 | 花膠哥 | 陳欣     | 本片終極大反派 黑幫老大 欲拉攏家豪到自己的社團，但失敗 張經理、麗華、文哥之天敵 性格心狠手辣，不擇手段 最后被家豪斬死                            |
| 關德輝 | 家豪   | 羅偉傑   | 小混混 16歲 麗華之私生子，與其不和，后期和好 欲被花膠哥拉攏到其的社團 最后和張經理合力殺死花膠哥手下后和其一起對付花膠哥，並斬死花膠哥           |

### 其他演員
| 演員   | 角色   | 粵語配音 | 備註                                                                 |
| 黎耀祥 | 徐大炮 | 黎耀祥   | 黑幫老大 舞廳客人 在一次和唐琪發生關係時因其患有愛滋病而令自己也患上 |
| 文頌嫻 | 阿玲   |          | 家豪之女友                                                           |
| 張文慈 | 女警   | 鄭麗麗   | 警察 在一次進去張經理的舞廳裏查房（特別演出）                        |
| 李兆基 | 文哥   | 黃志明   | 黑幫老大 花膠哥之天敵 在一次和花膠哥爭奪阿玲而大動肝火，因此結怨     |